# Gilson do Amaral
Gilson do Amaral (* 4. April 1984 in Américo Brasiliense), auch bekannt als Gilsinho, ist ein ehemaliger brasilianischer Fußballspieler.

## Karriere
Gilsinho begann seine Karriere 2003 beim Zweitligisten Marília AC und spielte unter anderem auch bei Ituano FC und Paulista FC. 2008 unterschrieb er einen Vertrag beim japanischen Erstligisten Júbilo Iwata. Für den Verein bestritt er 98 Erstligaspiele und schoss dabei 25 Tore. 2010 gewann er mit dem Verein den J.League Cup. In den J.League Cup wurde er mit fünf Toren Torschützenkönig. 2012 kehrte er nach Brasilien zurück und unterschrieb einen Vertrag bei SC Corinthians. 2012 gewann er mit dem Verein den Copa Libertadores. Danach spielte er bei Sport Recife. Am Ende der Série A 2012 stieg Sport Recife in die zweite Liga ab. Im Juni 2013 wechselte er zum japanischen Ventforet Kofu. 2015 wechselte er zu Grêmio Osasco Audax. Danach spielte er bei FC Gifu (Japan), Atlético Goianiense, Avispa Fukuoka (Japan) und Vila Nova FC. 2021 beendete er seine Karriere als Fußballspieler.

## Erfolge
Ituano
- Série C: 2003

Júbilo Iwata
- Japanischer Ligapokalsieger: 2010
- Copa Suruga Bank: 2011

SC Corinthians
- Copa Libertadores: 2012

Atlético Goianiense
- Série V: 2016
- Staatsmeisterschaft von Goiás: 2019

Vila Nova
- Série C: 2020

Auszeichnungen
- Torschützenkönig - J.League Cup 2010 (5 Tore)